# Federazione Italiana Giuoco Lacrosse
La Divisione Lacrosse, storicamente nota come Federazione Italiana Giuoco Lacrosse o FIGL, è la divisione della Federazione Italiana Hockey che si occupa della disciplina del lacrosse in Italia, riconosciuto ufficialmente da World Lacrosse (WL) e dalla ELF (European Lacrosse Federation).

## Storia
Il 1 giugno 2007 viene fondata la Federazione Italiana Giuoco Lacrosse (FIGL).
La neonata Federazione durante l’estate dello stesso anno richiede ed ottiene il riconoscimento ufficiale dalla FIL (Federation of International Lacrosse) e dalla ELF (European Lacrosse Federation).
Nella XXXesima Assemblea Straordinaria della Federazione Italiana Hockey – dove ha partecipato anche il Presidente CONI Giovanni Malagò – la famiglia della Federazione Italiana Hockey ha accolto al proprio interno due nuove discipline: il Floorball e il Lacrosse. Il nuovo articolo 1, infatti, stabilisce che “La Federazione Italiana Hockey (F.I.H.) è costituita da tutte le Associazioni e Società Sportive Dilettantistiche ad esse regolarmente affiliate che, senza fini di lucro, praticano in Italia l’Hockey, il Floorball e il Lacrosse”.
Decade quindi la FIGL, nasce la Divisione Lacrosse.

## Campionati
Il campionato di massima serie è la Divisione Nazionale. 
In passato è esistita anche una serie inferiore, la Lega Promozione.
Con la stagione 2014/2015 viene avviato il campionato femminile.